# 4371 Fyodorov
4371 Fyodorov (1983 GC2) là một tiểu hành tinh vành đai chính được phát hiện ngày 10 tháng 4 năm 1983 bởi L. I. Chernykh ở Nauchnyj.